# Сураганов, Курмангали
Курмангали Сураганов (3 марта 1928 — 5 мая 2004) — передовик советского сельского хозяйства, комбайнёр совхоза «Приишимский» Сергеевского района Северо-Казахстанской области. Герой Социалистического Труда (1967).

## Биография
Родился в 1928 году в селе Баян Пресновского района Петропавловского округа Казакской АССР в крестьянской казахской семье.
Работать стал в 1943 году, устроившись в местный колхоз «Баян». Большая нужда в колхозе была в механизаторах, поэтому в 1945 году Курмангали окончил школу механизаторов и получил профессию комбайнёр.
С 1945 года, когда родной колхоз слился с совхозом «Приишимский» стал работать на комбайне. К середине 1950-х годов когда, активно началось освоение целинных земель, Сураганов был мастером своего дела. Он включился в разработку новых посевных площадей и с каждым годом стал добиваться высоких урожаев. В 1957 году был представлен к награждению Орденом Знак Почёта. В зимний период помогал на животноводческих фермах, выполнял ремонт машин. С 1960 года член КПСС.
Особые заслуги в уборке урожая были отмечены в 1966 году. Он смог убрать хлеб на площади 580 гектаров и намолотил 8758 центнеров зерна.
Указом Президиума Верховного Совета СССР от 19 апреля 1967 года за достижение высоких показателей в производстве продукции сельского хозяйства Сураганову Курмангали присвоено звание Героя Социалистического Труда с вручением ордена Ленина и медали «Серп и Молот».
Избирался депутатом Приишимского сельского совета депутатов. В последние трудовые годы работал инженером по технике безопасности. В 1988 году вышел на заслуженный отдых.

Проживал в селе Баян. Умер 5 мая 2004 года. Похоронен на сельском кладбище
.

## Награды
За трудовые успехи удостоен:
- золотая звезда «Серп и Молот» (19.04.1967)
- орден Ленина (19.04.1967)
- Орден Трудового Красного Знамени (19.02.1981)
- Орден Знак Почёта (11.01.1957)
- другие медали.